# Nicolás López Macri
Nicolás Manuel López Macri (Rosario, 2 marzo 1990) è un ex calciatore argentino, di ruolo attaccante.

## Carriera
Dal 2011 al 2013 gioca nella seconda serie argentina con l'Instituto, quindi passa in prestito per una stagione e mezza alla squadra cilena del Santiago Wanderers, con cui gioca 28 partite in massima serie.